# PGC 2194038
LEDA/PGC 2194038 ist eine Galaxie im Sternbild Andromeda am Nordsternhimmel. Sie ist schätzungsweise 1 Milliarde Lichtjahre von der Milchstraße entfernt und hat eine Ausdehnung von etwa 280.000 Lichtjahren. Vom Sonnensystem aus entfernt sich das Objekt mit einer errechneten Radialgeschwindigkeit von näherungsweise 22.600 Kilometern pro Sekunde.

## Galaktisches Umfeld
| Nr. | Galaxie          | Alternativname          | Rek           | Dek           | Distanz/asec |
| --- | ---------------- | ----------------------- | ------------- | ------------- | ------------ |
| →   | LEDA/PGC 2194038 | 2MASX J02392913+4211324 | 02h39m29.11s  | +42d11m32.4s  | 0            |
| 1   | LEDA/PGC 10079   | CGCG 539-073            | 02h39m36.52s  | +42d00m55.3s  | 642.40       |
| 2   | LEDA/PGC 2192330 | 2MASX J02402474+4205501 | 02h40m24.747s | +42d05m49.61s | 707.37       |